# Тучин, Георгий Ильич
Георгий Ильич Тучин (1932—2011) — бригадир проходчиков шахты им. Шевякова, Герой Социалистического Труда.

## Биография
Родился 6 мая 1932 года в Рязанской области в г. Ряжске. Впервые с шахтёрской профессией он познакомился в 1949 году в Киселевске. Окончив курсы подземных электрослесарей, стал работать на шахте имени Вахрушева — сначала мотористом, потом — электрослесарем. В 1950 году Георгий Ильич переехал в посёлок Томь-Уса (будущий город Междуреченск) и устроился подземным электромонтажником в СМУ-4, которое строило шахту «Томусинскую 1-2». После службы в армии на Курильских островах вернулся в ставший ему родным Междуреченск. Устроился в Ольжерасское шахтопроходческое управление подземным электрослесарем. В то время проходчики готовили выработки для новой шахты, в будущем ставшей шахтой имени Шевякова. Этой специальностью заинтересовался и Георгий Ильич. Окончил курсы проходчиков и был направлен в одну из лучших бригад под руководством Алексея Филипповича Бикетова. В 1962 году была введена в строй шахта имени Шевякова, и часть проходчиков, в том числе и Тучин, перешли на новое предприятие.
Старательность, большая работоспособность молодого шахтёра были отмечены руководством 4-го участка, и в 1968 году Георгий Ильич уже возглавлял бригаду проходчиков из 30 человек. При плане 75 погонных метров в месяц проходили до 100 метров выработок. За годы восьмой пятилетки у бригады Тучина были лучшие показатели по проходке горных выработок в Кузбассе.
Указом Президиума Верховного Совета СССР в 1971 году за этот трудовой подвиг ему было присвоено звание Героя Социалистического Труда, а члены бригады награждены орденами и медалями. До 1983 года Георгий Ильич возглавлял этот передовой коллектив. Уйдя на заслуженный отдых, он стал работать мастером производственного обучения в ГПТУ № 37.
Помогал обустроивать туристические приюты в Кузнецком Алатай
Жил в г. Междуреченске, скончался 23 июня 2011 года.

## Награды и звания
- Орден Трудового Красного Знамени.
- Почётный шахтёр, Заслуженный шахтёр Кузбасса, кавалер знака «Шахтёрская Слава» II и III степеней
- Почётный гражданин Кемеровской области.